# Международный аэропорт Кошта-де-Прата
Международный аэропорт Кошта-де-Прата (порт. Aeroporto Internacional da Costa de Prata), также известный как аэропорт Фигейра-да-Фош (порт. Aeroporto da Figueira da Foz) — предполагаемый аэропорт в Лавуше, в 7 км к югу от центра города Фигейра-да-Фош, Португалия. По данным на 2022 год, проект не был реализован. 
Открытие было запланировано на 1993 год, кроме аэропорта, планировалось построить университетский учебный центр аэронавигации и в перспективе — скоростную железную дорогу или монорельсовую линию, соединяющую аэропорт с городами региона  (Коимбру, Лейрию и Фатиму и д.р). Проектом занималась португальско-североамериканско-французская частная компания Globo Air. Проект был задуман студией Atelier da Cidade, предполагавшей терминал в круговой планировке, способный разместить 21 широкофюзеляжный самолёт.